# Anas Ariffin
Anas Ariffin (Jawi انس عريفين; * 1. Februar 2000) ist ein malaysischer Mittelstreckenläufer, der sich auf den 1500-Meter-Lauf spezialisiert hat.

## Sportliche Laufbahn
Erste internationale Erfahrungen sammelte Anas Ariffin im Jahr 2025, als er bei den Asienmeisterschaften in Gumi mit 4:00,15 min in der Vorrunde über 1500 Meter ausschied und mit der malaysischen 4-mal-400-Meter-Staffel in 3:14,55 min den siebten Platz belegte.
2024 wurde Ariffin malaysischer Meister im 1500-Meter-Lauf.

## Persönliche Bestleistungen
- 800 Meter: 1:52,87 min, 13. Oktober 2024 in Kangar
- 1500 Meter: 3:59,45 min, 14. Juni 2024 in Kuantan